# Paolo Paladini

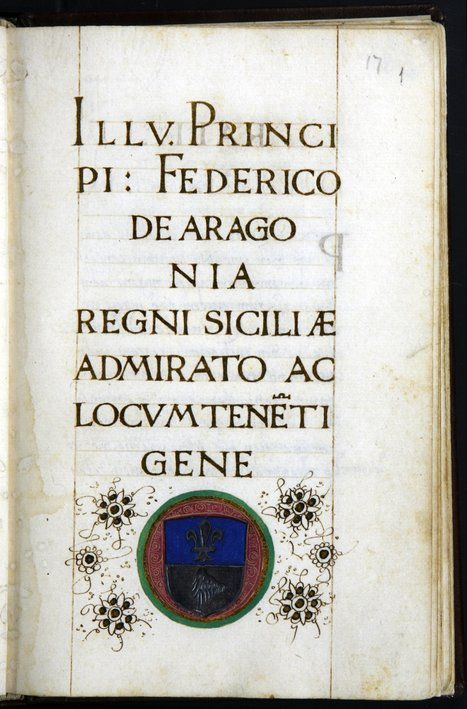
Oración del ditirambo y epigramas pronunciados en Tarento por Paulus Paladinus Pharius.

Paolo Paladini (fl 1470-1510) fue un poeta dalmacio en lengua italiana natural de la isla de Hvar cuando era parte de las posesiones de la República de Venecia.
Miembro de la familia noble Paladini de Hvar, fue hijo del caballero de San Marcos Nicoló Paladini y autor de un libro de canciones que contiene poemas en latín e italiano dedicado en 1496 dedicada al príncipe Federico de Aragón. El manuscrito fue encontrado en la Biblioteca de la Universidad de Valencia y fue impreso en 2005 por el lingüista Sante Graciotti; este cancionero es el documento escrito en italiano más antiguo proveniente de Dalmacia que se conserva y cuya autoría es de un natural de ese lugar.